# Anders Rosbo
Anders Rosbo (født 5. august 1961 i Vordingborg) er dansk virksomhedsleder. Han var kommunikationschef hos VisitDenmark( 2017-2024)Tidligere har han været partner hos Kraft &Partners (2015-2016), administrerende direktør for Divisionsforeningen Håndbold (2014-2015), administrerende direktør for Rådet for Sikker Trafik (2007-2013), kommunikations- og marketingdirektør i KMD (1999-2007) og PR- og pressekoordinator i Novo Nordisk (1995-98). kommunikationsrådgiver for De Konservative (1990-95) Anders Rosbo blev optaget i Kraks Blå bog i 2008.

## Baggrund
Anders Rosbo har studeret medicin på Københavns Universitet 1981-1986 og er derefter uddannet journalist fra Danmarks Journalisthøjskole i 1990.